# Kolcowidłak jałowcowaty
Kolcowidłak jałowcowaty, widłak jałowcowaty (Spinulum annotinum (L.) A. Haines) – gatunek roślin wieloletnich z rodziny widłakowatych.

## Rozmieszczenie geograficzne
Jest szeroko rozprzestrzeniony w całej strefie umiarkowanej na półkuli północnej, zarówno w strefie chłodnej, jak i ciepłej, przy czym w tej drugiej ograniczony do obszarów górskich. Rośnie w środkowej i północnej Europie, na południu sięgając po Pireneje, Alpy, góry Półwyspu Bałkańskiego i Kaukaz. W Ameryce Północnej rośnie w Kanadzie i Stanach Zjednoczonych. W Azji rośnie w Rosji, Kazachstanie, Mongolii, Chinach, Korei i Japonii, przy czym jego rozmieszczenie na tym kontynencie wymaga weryfikacji ponieważ przynajmniej część zasięgu w istocie zajmuje nieodróżniany w przeszłości S. lioui. Pojedyncze stanowisko z południowej półkuli podane zostało z Brazylii.
Występuje na terenie całej Polski, aczkolwiek regionalnie jest rośliną dość rzadką, zwłaszcza w części środkowej i południowo-zachodniej kraju. Najliczniejszy jest z kolei w górach, w pasie wyżyn, na północy i wschodzie.

## Morfologia

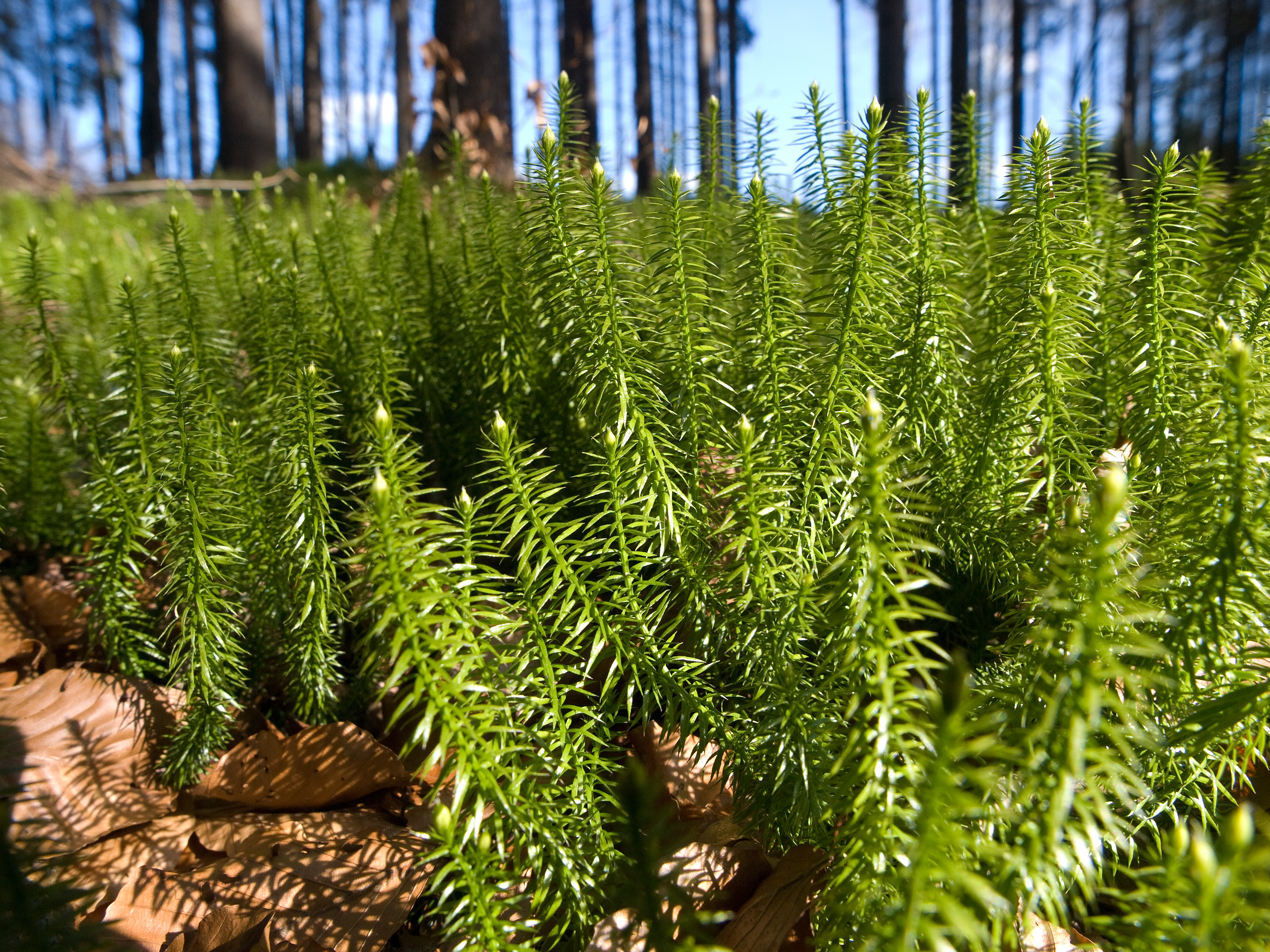
Wzniesione pędy wiosną

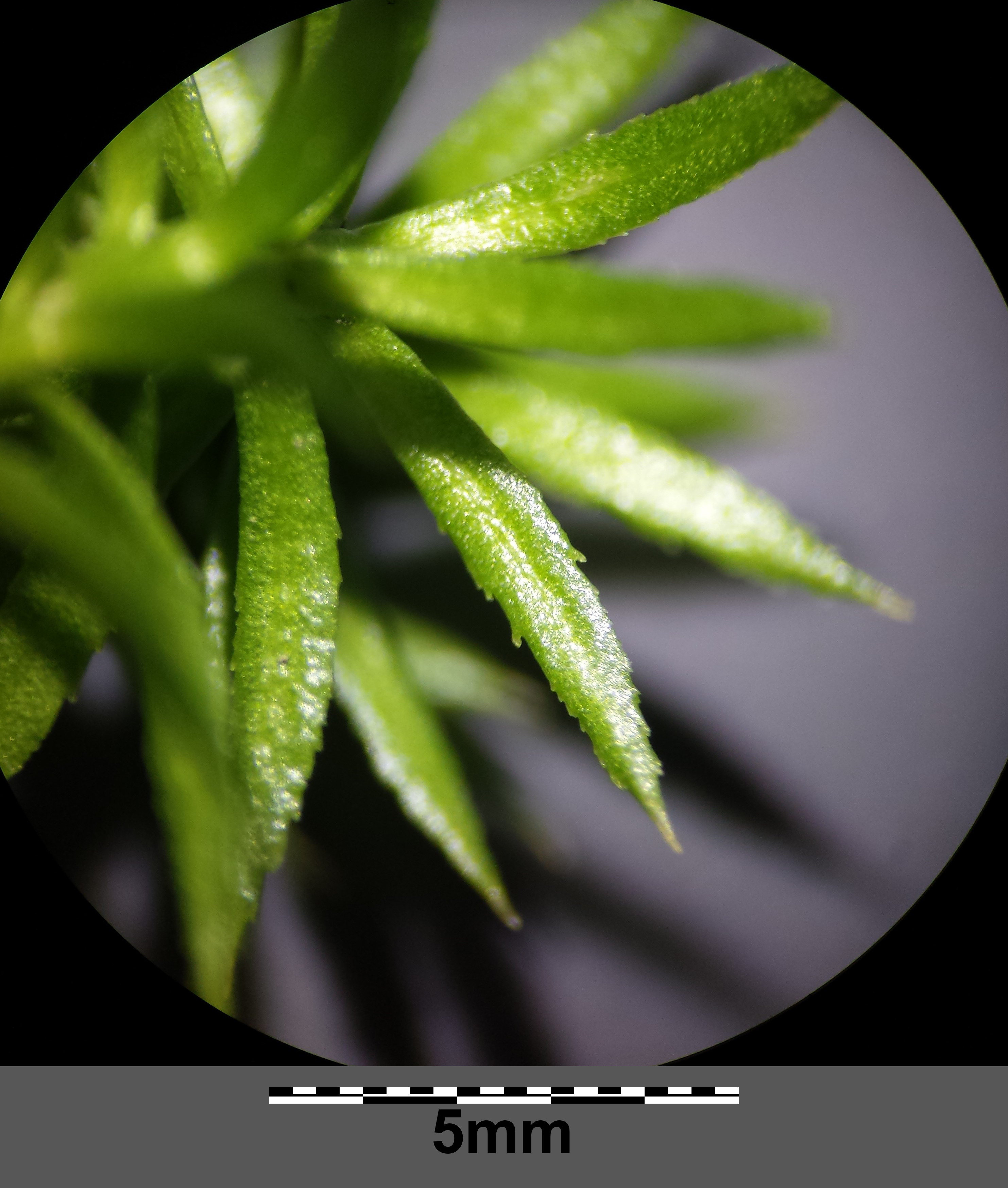
Liście

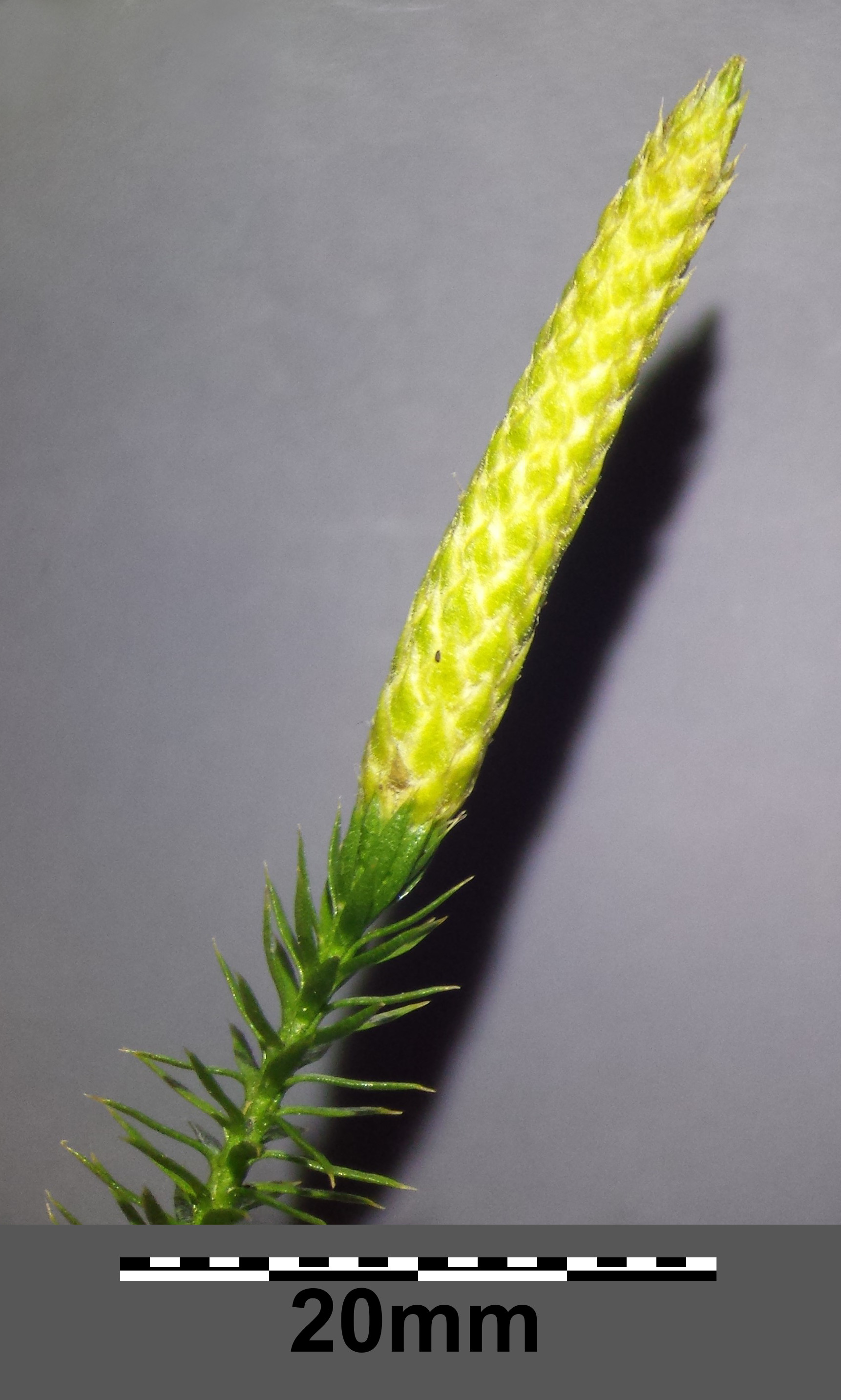
Kłos zarodnionośny

### Gametofit
Jest podziemny. Początkowo ma kształt maczugowaty, potem jest dyskowaty. W postaci dojrzałej dysk jest siodlasty z powodu podłużnego wgłębienia.

### Sporofit
PędyPłożące naziemne lub częściowo ukryte w ściółce, długie do kilku metrów (ich wzrost jest potencjalnie nieograniczony). Rozgałęziają się tworząc nieliczne pędy płożące, które zakorzeniają się w dość regularnych odstępach, oraz liczne pędy wzniesione. Te drugie rozgałęziają się widlasto raz do trzech razy i osiągają 10–30 cm długości.
LiścieAsymilacyjne (trofofile) są ustawione na pędach skrętolegle lub okółkowo. Osiągają 5–11 mm długości i 1–1,5 mm szerokości. Są wydłużone, wąskie, stopniowo wyciągnięte w ostry kończyk, na brzegach z krótkimi, skośnie ustawionymi, wąskimi ząbkami, czasem całobrzegie. Na pędach płożących liście są luźno ustawione, w górę zakrzywione, na pędach wzniesionych są odstające. Ponieważ w okresie spoczynku liście są krótsze i przylegają do pędu chroniąc merystem wierzchołkowy – na pędach wyraźne zaznaczone są przyrosty roczne dzięki różnicom w wielkości i ustawieniu trofofili.
Kłosy zarodnionośneTworzą się pojedynczo na szczytach pędów wzniesionych, są siedzące, walcowate, ku górze nieco się zwężają i na szczycie są zaostrzone. Osiągają 2–3, rzadziej 4 cm długości i 3–4, rzadziej 5 mm szerokości. Sporofile osiągają 3 mm długości i 3 mm szerokości. U podstawy są sercowate, mają kształt trójkątnojajowaty do wydłużonojajowatego. Na szczycie wyciągnięte w kończyk odgięty na zewnątrz. Brzeg jest biały, błoniasty, poszarpany lub ząbkowany. Początkowo sporofile są żółtawozielone, później jasnobrunatne. Zarodnie są nerkowate, 3× krótsze od sporofili. Otwierają się na górnej (doosiowej) krawędzi. Zarodniki w zarysie są trójkątnokoliste i osiągają zwykle od 35,5 do 39 μm, rzadko od 33 do 46 μm średnicy. Na biegunie proksymalnym znajduje się z trójdzielny szew. Skulptura powierzchni jest siatkowata, z dużymi oczkami w kształcie nieregularnych wieloboków po stronie dystalnej, zredukowanymi i słabiej widocznymi na biegunie proksymalnym.

## Biologia

### Rozwój
Roślina długowieczna; najstarsze odkryte osobniki tego gatunku osiągają wiek 250 lat. Po skiełkowaniu zarodnika powstaje długo żyjące i mykoheterotroficzne przedrośle (gametofit). Współżyje z grzybami z typów Glomeromycota i Mucoromycota. Rodnie i plemnie wykształcają się na przedroślu po 12–15 latach. Samozapłodnienie u tego gatunku jest rzadkie, czemu sprzyja masowe wykształcanie się przedrośli w odpowiednich mikrosiedliskach – miejscach zaburzonych, ze zdartą pokrywą roślinną – powstałych po pożarach, wywrotach, czy w wyniku gospodarczego użytkowania drzewostanów. Po skiełkowaniu i rozwinięciu się sporofitu jego pędy przyrastają rocznie o ok. 20 cm i mają teoretycznie nieograniczony wzrost i rozmnażają się wegetatywnie ulegając fragmentacji (rozdzielając się i kontynuując wzrost). Łączna długość pędów płożących jednego osobnika (genetu) może osiągnąć 40 km. Obserwowano płaty zajmowane przez roślinę, która skiełkowała z jednego zarodnika, pokrywające 1,8 ha. Zarodnikowanie następuje w lipcu i sierpniu, choć bywa opóźnione nawet do zimy. Po wysianiu zarodników kłosy zarodnionośne zamierają i odpadają. W jednym kłosie powstać może 4 × 105 zarodników, spośród których zdolność do kiełkowania ma jednak tylko ok. 4%. Kiełkowanie następuje po okresie spoczynku wynoszącym 6–7 lat. W sumie cały cykl rozwoju od zarodnika do wytworzenia zarodników może trwać ok. 35–40 lat.

### Fitochemia
Roślina trująca: Ziele tego gatunku zawiera trujące alkaloidy, których udział wynosi 0,15–1,5%. Największy udział mają związki z grupy likopodyny: acetyloakryfolina, acetylofolina, α-lofolina, annotyna, likofolina, annotynolid F i likoannotyny A–F, lannotynidyny H-J, akryfolina, akryfolinol, annotynina, annofolina, annopodyna, likopodyna. Poza tym obecne są alkaloidy z grupy likodyny: likodolina, α- i β-obskuryna oraz likoannotyny G i H; a z grupy fawcettyminy: fawcettymina, acetylofawcettymina oraz likoannotyna I. Poza tym ziele zawiera związki polifenolowe, triterpeny, węglowodany i lipidy. 

### Genetyka
Liczba chromosomów 2n = 68, ale podawano też ok. 50 i 58.

## Ekologia

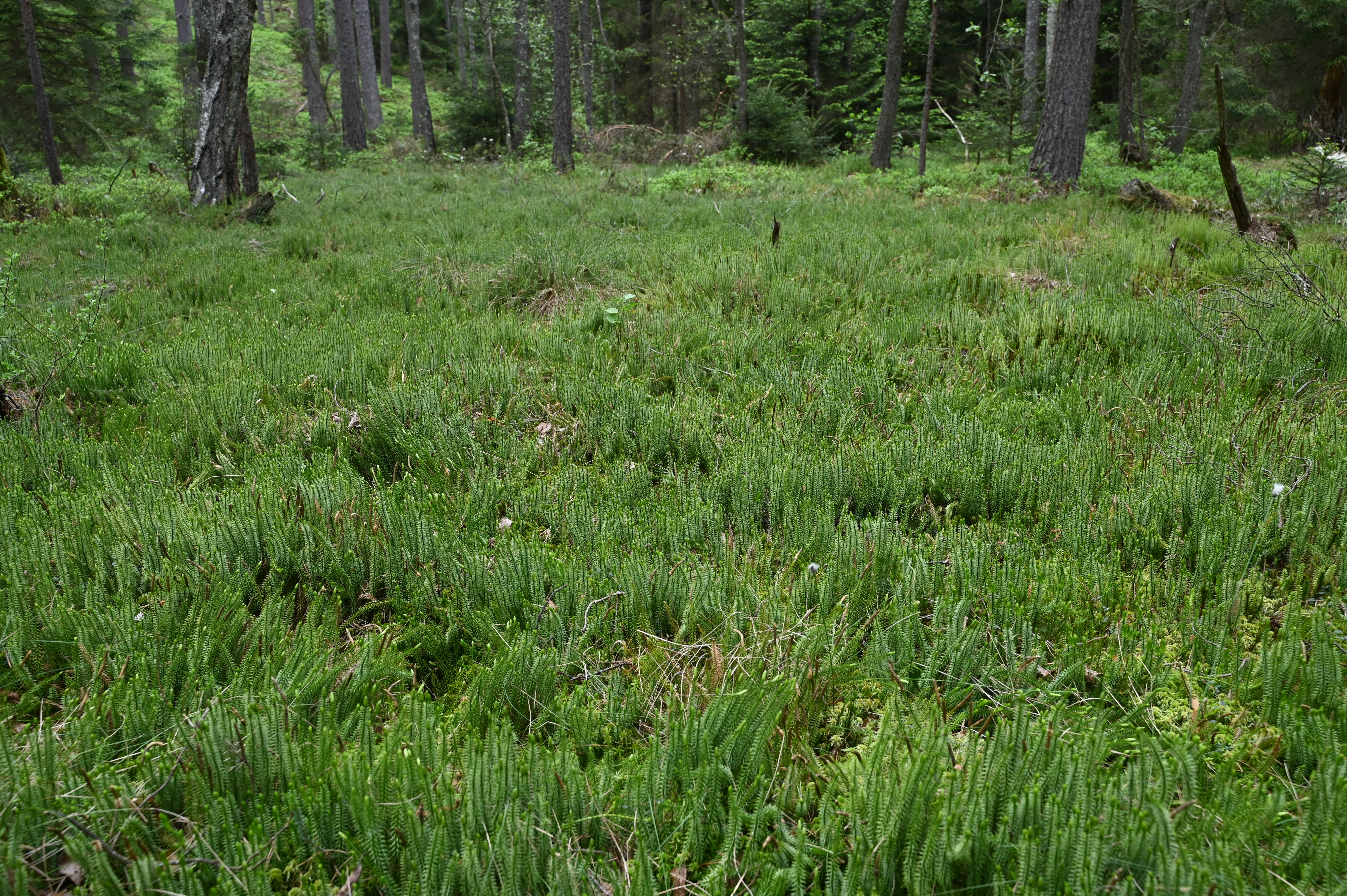
Rozległy płat kolcowidłaka jałowcowatego

SiedliskoWystępuje w klimacie umiarkowanym i zimnym. Jest rośliną cieniolubną i kwasolubną, unikającą podłoża wapiennego. Najlepiej rośnie w miejscach wilgotnych i świeżych porośniętych mchami, na podłożu organicznym – od gleb torfowych po piaszczyste i kamieniste, ale z udziałem torfu lub próchnicy. W optymalnych warunkach tworzy rozległe łany, zwłaszcza na obrzeżach torfowisk, w bagiennych brzezinach i borach bagiennych. Rzadziej i zwykle mniej obficie rośnie w kwaśnych buczynach i wrzosowiskach. W miejscach prześwietlonych, w tym po cięciach w drzewostanie, słabiej zarodnikuje. W górach rośnie w borach świerkowych na rumoszu skalnym i w zaroślach kosodrzewiny.
W Alpach gatunek ten rośnie do wysokości 2830 m n.p.m., osiąga ok. 1200 m n.p.m. w Sudetach, do 1650 m n.p.m. w Tatrach i 1300 m n.p.m. w Bieszczadach Zachodnich.
FitosocjologiaGatunek charakterystyczny dla O. Vaccinio-Piceetalia, Ass. Vaccinio-uliginosi-Betuletum pubescentis i Ass. Abietetum polonicum.

## Zagrożenia i ochrona
Roślina była objęta w Polsce ścisłą ochroną gatunkową od 1946 roku. W 2014 roku zmieniono jej status ochronny i podlega ochronie częściowej. W ostatnich latach zmniejsza się liczba stanowisk, na których występuje. Umieszczona na polskiej czerwonej liście w kategorii NT (bliski zagrożenia).

## Zastosowanie
Stosowany jako roślina lecznicza. Surowcem zielarskim są zarodniki. Zbiera się dojrzałe kłosy i suszy. Dawniej zarodników używano do produkcji zasypki dla niemowląt, zasypki na rany, otaczania pigułek z lekarstwem.
Ponieważ zarodniki są bardzo łatwopalne, dawniej używano ich do wywoływania efektów specjalnych w teatrach, a także do czyszczenia kominów. Zarodników używano także w odlewnictwie do wysypywania form odlewniczych dzwonów.